# Trichoncus affinis
Trichoncus affinis là một loài nhện trong họ Linyphiidae. Chúng được Wladislaus Kulczynski miêu tả năm 1894.